# 경주 계림로 보검
경주 계림로 보검(慶州 鷄林路 寶劍)은 대한민국 경상북도 경주시 황남동에 있는 미추왕릉 지구에서 발견된 칼이다. 1978년 12월 7일 대한민국의 보물 제635호로 지정되었다.

## 개요
경주 계림로 보검(慶州 鷄林路 寶劍)은 경주 황남동에 있는 미추왕릉 지구에서 발견된 길이 36cm의 칼이다. 1973년 계림로 공사 때 노출된 유물의 하나로, 철제 칼집과 칼은 금으로 된 장식 뒤로 부식된 채 남아 있다. 시신의 허리 부분에서 발견되었는데, 자루의 끝부분이 골무형으로 되어 있고 가운데 석류석을 박았다. 칼집에 해당되는 부분 위쪽에 납작한 판에는 태극무늬 같은 둥근무늬를 넣었다.
삼국시대의 무덤에서 출토되는 고리자루칼(환두대도)과 그 형태와 문양이 다른데, 이러한 형태의 단검은 유럽에서 중동지방에 걸쳐 발견될 뿐 동양에서는 발견되는 일이 없어, 동·서양 문화교류의 한 단면을 알 수 있는 중요한 자료이다.

## 갤러리

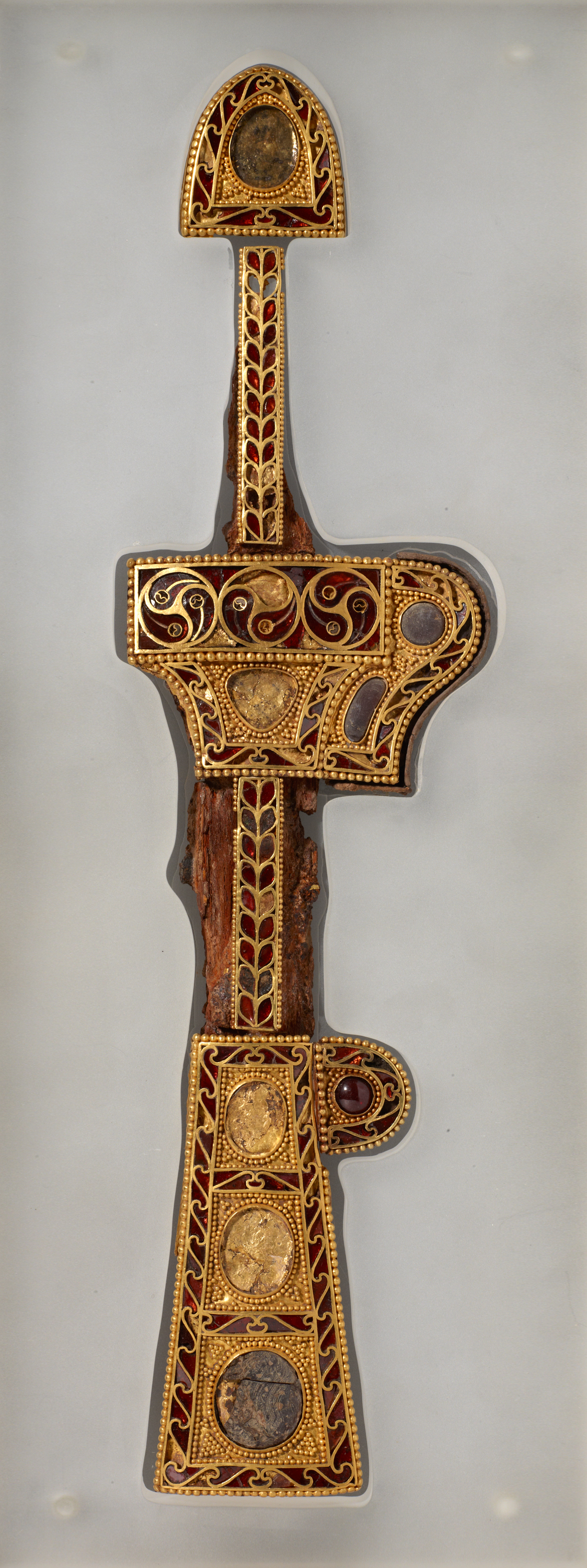

## 같이 보기
- 한국의 역사
- 비단길

## 참고 자료
- 경주 계림로 보검 - 국가유산청 국가유산포털